# Mandy (canção de Jonas Brothers)
"Mandy" é o single de estreia da banda estadunidense Jonas Brothers, gravada para o álbum de estreia da banda It's About Time (2006). A música foi escrita sobre uma amiga chamada Mandy e apareceu em Zoey 101: Music Mix, a trilha sonora do programa, Zoey 101, e apareceu no filme Spring Break-Up.

## Informações sobre a música
A música foi escrita em homenagem à Mandy VanDuyne, amiga da família dos Jonas. Mandy fazia aula de língua de sinais com a mãe deles, por causa do sonho dela de trabalhar com deficientes auditivos. Ela é uma amiga muito próxima dos Jonas Brothers, além de ser ex-namorada de Joe Jonas, e continua até hoje com uma grande amizade com eles. O videoclip da música foi mostrado na MTV's Total Request Live em 22 de fevereiro de 2006, e chegou a número quatro. Em março, "Mandy" foi apresentado no filme da Nickelodeon Zoey 101: Spring Break-Up e na trilha sonora de Zoey 101: Music Mix, com Nicholas Jonas (Nick Jonas) listado como o nome do artista. Na música é possível ouvir Kevin cantando solo.

## Videoclipe

### Episódio 1
O vídeo começa na escola. Enquanto a aula está acontecendo, Nick Jonas vê Mandy mandando uma mensagem para seu namorado dizendo: "Me encontre no estacionamento DEPRESSA!". O sinal da escola toca e todos vão embora. Nick Jonas nota que Mandy deixou seu celular cair. Ele o pega e acha que é melhor devolvê-lo. Nick Jonas corre atrás de Mandy pelos corredores da escola para devolver o celular a ela. Ela fica feliz em recebê-lo, mas seu namorado toma o celular da mão de Nick Jonas e todos entram no carro, deixando ele sozinho e desapontado. Enquanto eles está andando de casa para a escola, o namorado de Mandy o vê e acelera o carro para persegui-lo. Nick Jonas corre, desejando que o carro não o alcance. A continuar…

### Episódio 2
Continuando da parte 1, Nick Jonas continua correndo do carro. Ele corre para dentro da calçada e se esconde. O namorado de Mandy para o carro e todos saem dele, exceto Mandy e uma amiga que ficam observando. A expressão facial de Mandy é de preocupação e ela deseja que não encontrem Nick Jonas pois não quer que o machuque. Eles desistem, mas quando estão voltando para o carro vêem Nick Jonas, com seus irmãos Joe Jonas e Kevin Jonas em um carro (Kevin Jonas dirigindo, Joe Jonas no banco de passageiro e Nick Jonas no banco de trás). Os Jonas dirigem e riem dos outros que estavam à procura de Nick. Mandy ri e todos os amigos do namorado dela ficam furiosos. Mais tarde, à noite, às 11:55PM é o baile de formatura. Mandy e seu namorado são a rainha e o rei da festa. Joe Jonas, Kevin Jonas, e Nick Jonas também estão lá. Mandy pergunta as horas para um menino e diz que quer ir embora. Ela tenta sair, mas seu namorado a puxa e a beija. Ela se solta e corre para fora, vendo Kevin, Joe e Nick. Ela pergunta se eles podem levá-la pra casa e eles dizem que sim. O namorado de Mandy e vê isso e entra no carro para seguí-los, mas eles já foram embora. Eles à levam pra casa e ela agradece com abraços e beijos na bochecha. Ela entra em casa e se depara com o pai furioso. Ele a puxa pra dentro de casa e eles começam a brigar. Os Jonas ficam olhando e acham que isso não esta certo. Mandy sai correndo de casa e vê que o carro de seu namorado está lado a lado com o carro dos Jonas. Ela não sabe em qual carro entrar. A continuar…

### Episódio 3
Continuando da parte 2, no dia seguinte, Mandy está no carro de seu namorado e não está se divertindo. Seu namorado está batendo em uma caixa de correio com um taco de baseball enquanto dirige. Na escola, Mandy devolve seu cordão ao namorado, o que significa que ela está terminando com ele. Ela vai embora e encontra Joe Jonas e Nick Jonas sentados em uma árvore. Ela vai até eles e eles começam a conversar. O ex-namorado de Mandy vê isso e ele e seus amigos vão até lá. Joe Jonas e Nick Jonas ficam de pé, mas nada ocorre da maneira que eles planejavam. Mandy corre até Kevin Jonas que estava almoçando. Ela fala para ele que Nick Jonas e Joe Jonas estão encurralados pelo seu ex-namorados e amigos. Kevin Jonas e Mandy entram no carro e dirigem até onde Nick Jonas e Joe Jonas estão. Eles vêem Kevin Jonas com Mandy e conseguem escapar dos amigos do ex-namorado de Mandy e correm até o carro de Kevin Jonas. Eles sobem no carro e vão embora. O ex-namorado tenta jogar uma lata de lixo no carro, mas ele erra e a lata de lixo rola pela rua. Os irmãos pegam mais duas garotas e eles dirigem para longe. Então, eles vão até um prédio e os Jonas Brothers tocam a música "Mandy", a qual estava sendo tocada durante os episódios. Ao final aparece "The End?" (O Fim?).

### Outro vídeo
Os Jonas Brothers fizeram também outro vídeo. Eles estão em Chicago e apenas tocam sua música, enquanto fogem do segurança, por estarem tocando em lugares restritos.